# الفقر في لبنان
يشير الفقر في لبنان إلى مجموعة متنوعة من الحالات. أولاً، يشير إلى الأفراد والأسر الذين يعيشون تحت عتبة الفقر، ويتم تحديده كمقياس مالي. وهذا النهج هو المقياس الأساسي والشامل للفقر. ومع ذلك، سمحت الأبحاث والمسوحات في لبنان بظهور مفهوم أكثر تعقيداً: الفقر متعدد الأبعاد. يأخذ الفقر متعدد الأبعاد في الاعتبار جوانب الحرمان التي قد لا تتعلق بالقيود المالية: قد يُحرم المقيمون في لبنان من الرعاية الصحية أو الطب أو الخدمات أو التعليم حتى عندما لا يكونون فقراء مادياً.
اعتاد لبنان أن يعتبر دولة متوسطة الدخل قبل الأزمة المصرفية والاقتصادية عام 2019، ولكن حتى في ذلك الوقت، كانت عدم المساواة من بين أعلى المعدلات في العالم وكان 28٪ من السكان يعيشون تحت خط الفقر، وفقًا إلى دراسة قامت بها الإدارة المركزية للإحصاء والبنك الدولي عام 2011. وفي عام 2021، حيث شهدت البلاد أزمة اقتصادية حادة، قدرت الأمم المتحدة أن أكثر من اثنين وثمانين بالمائة من السكان يعيشون في فقر متعدد الأبعاد.

## خلفية تاريخية
وبحسب فواز طرابلسي، فإن لبنان تعامل دائماً مع الفقر كعنصر خارجي وأجنبي في المجتمع اللبناني. ويرى أنه عندما تم تأسيس لبنان الكبير، تم تصوير الفقراء على أنهم يأتون من "الملاحق والمناطق المضافة إلى جبل لبنان والساحل لتشكل لبنان الكبير". وقد أثر هذا على صنع السياسات بقوة كبيرة حيث أصبح الفقر موضوعًا خارج نطاق اهتمام المجتمع وبمعنى ما أصبح غير سياسي.
وبحسب لمى كرامي، أصبح الفقر والرفاهية في لبنان حكراً على الأعيان والمؤسسات الدينية. حتى اليوم، يتم التعامل مع الفقر في لبنان في الغالب من زاوية الصدقة والتبرع، وليس من منظور حقوق المواطن والتزامات الدولة.

### عهد شهاب (1958–1964)
خلال سنوات رئاسة فؤاد شهاب الستة، وضع لبنان أول خطة وطنية لتوفير الرعاية الاجتماعية ومعالجة الفقر. وكان أول من تبنى شعار "التنمية المتوازنة": وكان يهدف إلى ضمان استفادة المناطق الأكثر حرماناً في لبنان أيضاً من الطفرة الاقتصادية التي تشهدها البلاد. وفي عام 1959، أنشأ شهاب دائرة الرعاية الاجتماعية للتعامل مع الفقر، بعد حرب 1958. لكن، بحسب كرامي، واجه شهاب عقبات مع المؤسسات المدنية الطائفية القائمة، والتي تنافس في المجال نفسه. ونتيجة لذلك، تنازل شهاب: فقد نفذت وزارة الرعاية الاجتماعية سياساتها في الغالب من خلال هذه الهيئات الخاصة ومولت عملياتها، بدلاً من نشر سياسة عامة بحتة.
إلا أن هذه الفترة شهدت تحسناً حقيقياً في الظروف المعيشية للمقيمين اللبنانيين. في عام 1959، قام شهاب بتكليف لتنظيم دراسة على مستوى الدولة. وكان الهدف منها مساعدة وزارة الخطة على تحديد، من بين أمور أخرى، الاحتياجات الاجتماعية والاقتصادية للسكان. اكتملت الدراسة في عام 1963 ولم تعتمد عليها وزارة التخطيط مطلقًا لتوجيه خطتها الرئيسية لتنمية لبنان. إلا أنها ساعدت وزارة التخطيط على تبني سلسلة من البرامج التي أثمرت بالفعل. وبحلول عام 1974، كان لبنان قد مهد الطرق المؤدية إلى جميع القرى، وجلب المياه الصالحة للشرب إلى 94% من اللبنانيين والكهرباء من الشبكة إلى 99%.

### الحرب الأهلية (1975–1990)
وبحسب كرامي، فإن الحرب الأهلية اللبنانية عززت منطق القطاع المدني نفسه على حساب الدولة. وقام كل طرف من أطراف النزاع بتطوير هيكله الخيري الخاص به لدعم سكانه باتباع نهج قائم على الزبائنية.
في عام 1977، كان استخدام وزارة الخطة محل نقاش بين السياسيين لأنها فشلت في تنفيذ أي خطة حتى الآن. وفي العام نفسه، أراد الصندوق العربي للإنماء الاقتصادي والاجتماعي (AFESD) دعم لبنان في جهود إعادة الإعمار. لكنها طلبت محاوراً فريداً للعمل على الأرض. ومن هنا، صدر مرسوم بقانون (5/1977) يحل محل وزارة التخطيط بمجلس الإنماء والإعمار الذي أصبح الأداة الرئيسية لأموال المساعدات الدولية.

### ما بعد الحرب الأهلية وإعادة الإعمار (التسعينيات حتى اليوم)
تعتبر الإحصاءات الرسمية في لبنان شحيحة للغاية: فقد تم إجراء آخر تعداد سكاني على مستوى البلاد في عام 1932. ونتيجة لذلك، فإن الأرقام الرسمية عن الفقر محدودة.
ومع ذلك، عملت الإدارة المركزية للإحصاء، بالتعاون مع البنك الدولي، على قياس الفقر باستخدام العديد من الوكلاء. في عام 2004 ومرة أخرى في الفترة 2011-2012، أجرت جمعية الإحصاء المركزية والبنك الدولي دراسات استقصائية لميزانية الأسرة لتقدير مستوى الحرمان بين الأسر اللبنانية. هذه الاستطلاعات عبارة عن وكلاء وقد تم التشكيك في صلابة نتائجها من قبل الفريق الذي أجراها.

### مسح ميزانية الأسرة 2011-2012
قدّر مسح ميزانية الأسرة للفترة 2011-2012 أن 27% من إجمالي السكان كانوا يعيشون تحت خط الفقر، والذي تم تحديده بمبلغ 4,729,000 جنيه إسترليني للشخص الواحد سنويًا (3,137 دولارًا أمريكيًا بسعر الصرف الرسمي في ذلك الوقت).